# Emilian Adamiuk

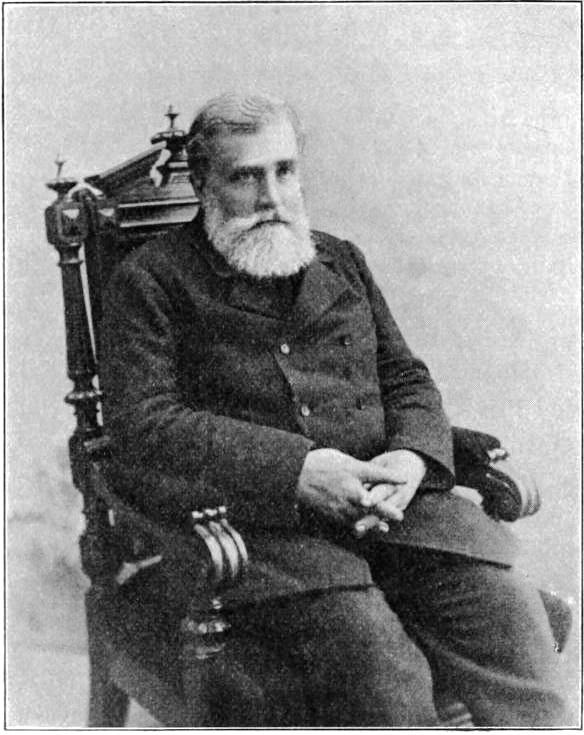
Emilian Adamiuk

Emilian Adamiuk (ros. Эмилиан Валентиевич Адамюк, ur. 11 czerwca/23 czerwca 1839 w Bielsku Podlaskim, zm. 5 września/18 września 1906 w Kazaniu) – rosyjski lekarz okulista pochodzenia białoruskiego.
Studiował medycynę na Uniwersytecie Kazańskim, tytuł doktora medycyny uzyskał w 1867 roku. W 1871 roku został profesorem nadzwyczajnym okulistyki na Uniwersytecie Kazańskim. Był autorem około stu prac w języku rosyjskim i niemieckim, napisał podręcznik okulistyki w dwóch tomach (1881/1885).
W rosyjskim piśmiennictwie medycznym perły Elschniga (zmętnienia torebki soczewki charakterystyczne dla zaćmy) określa się jako „kulki Adamiuka-Elschniga” (ros. шары Адамюка-Эльшнига).